# Furioso II
Furioso II (1965–1986) ist einer der einflussreichsten Vererber der modernen Sportpferdezucht. Seine Nachkommen erzielten große Erfolge im Springreiten unter anderem bei den Olympischen Spielen in Barcelona und Sydney.

## Leben
Furioso II war ein Selle Français und wurde 1968 von dem Oldenburger Züchter Georg Vorwerk nach Deutschland gebracht. Dieser hatte bereits mehrere hervorragende Pferde eingeführt, darunter Laeken, Jexico de Parc, Heur de Bratand und Mexico, einen Vater von 20 gekörten Söhnen, 20 Hengstmüttern und zahlreichen erfolgreichen Springpferden.
Der Hengst mit dem Stockmaß von 165 cm wurde 1967 für das Oldenburger Zuchtbuch gekört und gewann 1968 seinen 100-Tage Test in Westercelle. Er hat einen großen Einfluss auf die Oldenburger Zucht, die das dem Blut, das er über seinen Vollblutvater zur Veredelung nutzte, ohne ein reines Vollblut einkreuzen zu müssen. Er wurde zum „Stempelhengst“ für die Oldenburgerzucht, da er seinen Nachkommen sein korrektes Fundament, die gut gebauten Hals und Schultern und seine auffallende Dunkelfuchsfarbe mit hellem Schweif weitergab. Furioso II wurde später auch für das Hannoversche, das Rheinländische und das Westfälische Zuchtbuch gekört.
Furioso II starb 1986 an einer Kolik.

## Zuchtleistung
Gemessen an der Gewinnsumme seiner Nachkommen führte Furioso II die Hengstliste von 1979 bis 1989 an. 1990 war er der beste Dressurvererber. Er lieferte über 200 Staatsprämienstuten und mindestens 70 gekörte Söhne, darunter:
- FBI: Springpferd
- Heisman: Vierter bei den Olympischen Spielen in Barcelona 1992, Horse of the Year in den USA
- For Pleasure: Zweifacher Goldmedaillengewinner mit der Equipe bei den Olympischen Spielen 1996 in Atlanta und 2000 in Sydney Olympics, Vater von acht in Hannover gekörten Söhnen, Hannoveraner Hengst des Jahres im Jahr 2000
- Voltaire: Vater von 33 gekörten Söhnen, darunter Finesse und Altaire
- Cocktail: Grand Prix Dressurpferd, geritten von Anky van Grunsven, Vater von Jazz

## Abstammung
| Vater Furioso 1939 Englisches Vollblut | Precipitation 1933 Englisches Vollblut | Hurry On    | Marcovil          |
| Vater Furioso 1939 Englisches Vollblut | Precipitation 1933 Englisches Vollblut | Hurry On    | Tout Suite        |
| Vater Furioso 1939 Englisches Vollblut | Precipitation 1933 Englisches Vollblut | Double Life | Bachelor’s Double |
| Vater Furioso 1939 Englisches Vollblut | Precipitation 1933 Englisches Vollblut | Double Life | Saint Joan        |
| Vater Furioso 1939 Englisches Vollblut | Maureen 1931 Englisches Vollblut       | Son in Law  | Dark Ronald       |
| Vater Furioso 1939 Englisches Vollblut | Maureen 1931 Englisches Vollblut       | Son in Law  | Mother in Law     |
| Vater Furioso 1939 Englisches Vollblut | Maureen 1931 Englisches Vollblut       | St Prisca   | Friar Marcus      |
| Vater Furioso 1939 Englisches Vollblut | Maureen 1931 Englisches Vollblut       | St Prisca   | Temoignage        |
| Mutter Dame de Ranville 1947 Halbblut  | Talisman 1941 Halbblut                 | Le Royal    | Royal Chesnut     |
| Mutter Dame de Ranville 1947 Halbblut  | Talisman 1941 Halbblut                 | Le Royal    | Harmonie          |
| Mutter Dame de Ranville 1947 Halbblut  | Talisman 1941 Halbblut                 | Kreole      | Vas Y Donc        |
| Mutter Dame de Ranville 1947 Halbblut  | Talisman 1941 Halbblut                 | Kreole      | Rainette          |
| Mutter Dame de Ranville 1947 Halbblut  | Que Je Suis Belle 1943 Halbblut        | Lord Orange | Orange Peel       |
| Mutter Dame de Ranville 1947 Halbblut  | Que Je Suis Belle 1943 Halbblut        | Lord Orange | Verveine          |
| Mutter Dame de Ranville 1947 Halbblut  | Que Je Suis Belle 1943 Halbblut        | Comédie     | Ulon              |
| Mutter Dame de Ranville 1947 Halbblut  | Que Je Suis Belle 1943 Halbblut        | Comédie     | Fatale            |